# Jigme Chhoeda
Jigme Chhoeda, född den 22 augusti 1955, är en bhutanesisk buddhistisk munk som har sedan 1996 fungerat som Je Khenpo (Bhutans huvudabbot) och han är den 70:e Je Khenpo. Han är också den långvarigaste Je Khenpo sedan ämbetet grundades i mitten av 1600-talet.

## Bakgrund och privatliv
Chhoeda är född år 1955. Hans föräldrar var Rigzin Dorji och Kunzang Choden. År 1958 identifierade den berömda laman Sonam Jampo Chhoeda som en reinkarnation av flera buddhistiska lamor.
Chhoeda är också en ansedd poet och låtskrivare. Teman på dessa är mestadels religiösa.

## Som munk
Chhoeda började en novismunk då han var åtta år gammal. Chhoeda blev Je Khenpo den 27 april 1996. Då var han bara 41 år gammal och han blev den yngsta Je Khenpo genom tiderna. Som Je Khenpo har Chhoeda bland annat förbjudit munkarna att ta emot allmosor i form av pengar från de allra fattigaste. Ytterligare gjorde han ett initiativ som ledde till ett förbud på köttssäljande under helgdagarna.
Chhoeda sysslar med välgörenhet: år 2018 donerade han sju ambulanser till olika regioner av Bhutan. Under coronapandemin startade han ett projekt som hette Our Gyenkhu som uppmuntrade folk i Bhutan att förhindra pandemins spridning. I projektet deltog också Bhutans celebriteter och landets hälsoministeriet.

## Utmärkelser
- 1 klassen av Drakkungens orden (Bhutan, 2018)[6]